# Мюкрімюксенсаарі
Мюкрімюксенсаа́рі (рос. Мюкримюксенсари) — невеликий острів у Ладозькому озері. Належить до групи Західних Ладозьких шхер. Територіально належить до Лахденпохського району Карелії, Росія.
Має майже округлу форму. Довжина 2,8 км, ширина 2,1 км. Найвища точка — 59 м на сході.
Розташований біля східних берегів півострова Терву, від якого відокремлений вузькою протокою. Острів височинний, східний та південний береги стрімко обриваються до озера. На північ та північний схід протікає невеликий струмок. Майже весь вкритий лісом.